# Rendezvous Island South Provincial Park
Der Rendezvous Island South Provincial Park (auch Rendezvous Island South Park) ist ein nur etwa 164 Hektar (ha) großer Provincial Park in den südlichen Küstengewässern der kanadischen Provinz British Columbia, auf der südlichen Insel der Inselgruppe der Rendezvous Islands.
Bei dem Park handelt es sich um einen sogenannten backcountry park. Diese Parks haben üblicherweise keine direkte Anbindung an eine offizielle Straße und sind oft nur über Schotterpisten oder Holzfällerstraßen zu erreichen. Dieser Park ist auf Grund seiner Insellage nur auf dem Wasserweg zu erreichen.

## Anlage
Der Park liegt im Strathcona Regional District, auf der südöstlichsten der drei größeren Inseln der Inselgruppe. Dabei erstreckt sich die Inselgruppe von Nordwesten nach Südosten und ist umgeben von den Gewässern des Calm Channel, welcher nach Süden in den Sutil Channel und dann in die Strait of Georgia übergeht. Benachbarte Inseln sind Raza Island im Nordosten, West Redonda Island im Südosten, Cortes Island im Süden und Read Island im Südwesten. Auf den benachbarten Insel, ausgenommen Raza Island, finden sich auch weitere der Provincial Parks in British Columbia. Der Park umfasst dabei aktuell 113 ha Landfläche und 51 ha Gewässer beziehungsweise Litoralzone.
Bei dem Park handelt es sich um ein Schutzgebiet der IUCN-Kategorie II (Nationalpark).
Der Park verfügt über keine touristische Infrastruktur.

## Geschichte
Der Park wurde am 23. Juli 1997 als ein, zusammen mit einer Gruppe von fast 50 weiteren, Provincial Parks eingerichtet. Im Laufe der Zeit wurden dabei sowohl seine Größe, bei einer ursprünglichen Fläche von 586 ha, wie auch sein Schutzstatus geändert. Zuletzt wurde im Jahr 2004 sein Schutzstatus und seine Fläche geändert.
Wie jedoch bei fast allen Provinzparks in British Columbia gilt auch für diesen, dass die Gegend, lange bevor sie von europäischen Einwanderern besiedelt oder sie Teil eines Parks wurde, in diesem Fall Jagd- und Fischfanggebiet verschiedener Gruppen der First Nations war.

## Flora und Fauna
Mit dem Biogeoclimatic Ecological Classification (BEC) Zoning System wird das Ökosystem von British Columbia in verschiedene biogeoklimatische Zonen eingeteilt. Biogeoklimatische Zonen zeichnen sich durch ein grundsätzlich identisches oder sehr ähnliches Klima sowie gleiche oder sehr ähnliche biologische und geologische Voraussetzungen aus. Daraus resultiert in den jeweiligen Zonen dann grundsätzlich auch ein sehr ähnlicher Bestand an Pflanzen und Tieren. Innerhalb dieser Systematik wird der Park der Coastal Western Hemlock Zone zugeordnet.